# Unión Fenosa
Unión Fenosa, S.A. (UNF) war ein spanischer Mischkonzern mit den drei Hauptgeschäftsbereichen Elektrizität, Gas und Telekommunikation. Früher im IBEX-35-Index gelistet, wurde das Unternehmen 2009 von Gas Natural Fenosa übernommen. 
Das Kerngeschäft ist die Herstellung, Verteilung und Vermarktung von Elektrizität in Spanien. Unión Fenosa bzw. sein Nachfolger Gas Natural Fenosa ist nach Endesa und Iberdrola der drittgrößte Stromversorger in Spanien. Im Jahr 2008 betrug der Umsatz 7,19 Milliarden Euro. Der Konzern ist neben Spanien auch in Lateinamerika tätig. Es wurden ca. 12.780 Mitarbeiter beschäftigt.

## Geschichte
Unión Fenosa entstand 1982 durch die Fusion der spanischen Energieversorger Unión Eléctrica und Unión Eléctrica Madrileña y Fuerzas Eléctricas del Noroeste S.A. Im Juli 2008 kaufte Gas Natural die Union Fenosa-Aktien von Grupo ACS auf.